# Укради эту книгу
«Укради эту книгу» (англ. Steal This Book, в русском переводе «Сопри эту книгу!») — книга американского автора Эбби Хоффмана, одного из нашумевших активистов «новых левых» и основателя «международной партии молодёжи» (йиппи), в стиле контркультуры.

## История
Книга была написана в 1970 году и опубликована в 1971 году. Представляет собой пример контркультуры шестидесятых годов. С апреля по ноябрь 1971 года было продано более четверти миллиона экземпляров. Её смысл заключается в любых возможных способах борьбы с правительством и против корпораций, она написана в форме руководства для молодёжи.
Сам Хоффман, будучи политическим и социальным активистом, использовал многие из своих собственных действий в качестве советов в этой книге. Он снискал также известность лидерством в протестах против Вьетнамской войны в США. Помимо Хоффмана, в составлении этой книги участвовали несколько человек, включая Изака Хабера (Izak Haber), а также Тома Форкада, принимавшего участие в редактировании текста, после чего его сменил Берт Коэн (Bert Cohen). После публикации книга получила широкое распространение среди новых левых, особенно среди студентов университетских городков, включая Университет Брандейса, где учился Эбби Хоффман.

## Содержание
Книга имеет три раздела: Survive!, Fight! и Liberate!, каждый из которых состоит из нескольких подразделов (глав). По прошествии времени актуальность некоторых методов и советов Хоффмана устаревали, но книга иконографически отражает дух времени хиппи.
В главе Survive! (Выживай!) описываются методы заполучения вещей незаконными (внеправовыми) средствами, чтобы выжить. Здесь рассказывается о том, как приобрести продукты питания, одежду, мебель, транспорт, землю, жильё, получить образование, медицинское обслуживание, развлечения, а также деньги, наркотики и другие предметы и услуги. В частности, подробно рассказывается про использование псевдомонет и различные методы кражи в магазинах.
Во второй главе Fight! (Борись!) речь идет о различных акциях: создание подпольной прессы, радио и телевидения; о том, что принести на демонстрацию; как сделать различные самодельные бомбы; а также юридические услуги и поиск политического убежища. Здесь имеются консультации по выращиванию каннабиса, проживанию в коммуне и бесплатному получению услуг из Министерства внутренних дел.
В третьей — Liberate! (Освобождай!) — упор сделан на местных решениях в крупных городах США: Нью-Йорке, Чикаго, Лос-Анджелесе и Сан-Франциско, каждому из которых посвящена подглава.

## Реакция издательств
В своей книге Хоффман назвал Америку «империей свиней» — «Pig Empire» — и заявил, что воровать в ней не аморально: на самом деле, писал он, было бы аморально не делать этого. Этот термин был подхвачен йиппи и широко использовался теми, кто стал известен как нация Вудстока.
Книга была отвергнута многими издателями, и Хоффману пришлось основать собственное издательство «Pirate Editions», чтобы продать своё произведение. Книга изначально не рекламировалась ни в одной из крупных газет, но она все равно разошлась большим тиражом, получив широкую читательскую аудиторию и став бестселлером.

## Русский перевод
- Хоффман Э. Сопри эту книгу! Как выживать и сражаться в стране полицейской демократии = Steal This Book / Пер. с англ. и комм. Н. А. Сосновского. — М.: Гилея, 2003. — 240 с. — (Час «Ч». Современная мировая антибуржуазная мысль). — ISBN 5-87987-024-3.